# Erik Akkersdijk
Erik Akkersdijk (Enschede, 7 ottobre 1989) è uno speedcuber olandese,  ex detentore del record del mondo nella singola risoluzione del cubo 3×3×3, ed ex detentore del record mondiale (ex aequo con Rowe Hessler) nella singola risoluzione del cubo 2×2×2.
Comincia l'attività di speedcuber nell'agosto 2005. Nel 2008 ha battuto molti record mondiali, incluso quello sul cubo classico 3×3×3. Nel periodo tra il 2006 e il 2010 Erik è stato uno dei migliori speedcuber al mondo, ottenendo 2 record mondiali, 3 record europei e 20 record nazionali.

## Record nazionali
| Puzzle            | Risultato | Torneo |
| 3×3×3 con i piedi | 37.37 s   |        |

## Record personali

### Singolo
- Cubo 3×3×3 6.54 s
- Cubo 2×2×2 0.96 s
- Cubo 4×4×4 26.63 s
- Cubo 5×5×5 52.25 s
- Cubo di Rubik nel minor numero di mosse 20, tredicesimo al mondo (Record nazionale)
- Megaminx 48.59
- Cubo 6×6×6 1:55.50
- Cubo 7×7×7 3:11.77
- Rubik's Magic 0.88 s

### Media di 5
- Cubo 3×3×3 8.08
- Cubo 2×2×2 2.68
- Cubo 4×4×4 31.53
- Cubo 5×5×5 1:01.46
- Megaminx 56.07
- Cubo 6×6×6 2:09.22
- Cubo 7×7×7 3:17.75

Nota: il tempo è espresso nel formato minuti:secondi.centesimi.